# IAR 316
Lo IAR 316 è un elicottero utility leggero monoturbina con rotore a tre pale, costruito dall'azienda aeronautica rumena Industria Aeronautică Română (IAR) dai primi anni settanta fino al 1987.
Si tratta sostanzialmente della versione locale realizzata su licenza del SA 316B Alouette III, originariamente sviluppato dalla francese Sud-Aviation (poi confluita nell'Aérospatiale), e del quale l'azienda aveva acquistato i diritti di produzione per il mercato nazionale.
Il modello, che ottenne un buon successo commerciale, servì come base di sviluppo dello IAR 317, variante d'attacco che però non venne avviata alla produzione.

## Storia del progetto
La IAR iniziò la costruzione dello IAR 316 nel 1971, nello stabilimento di Brașov.

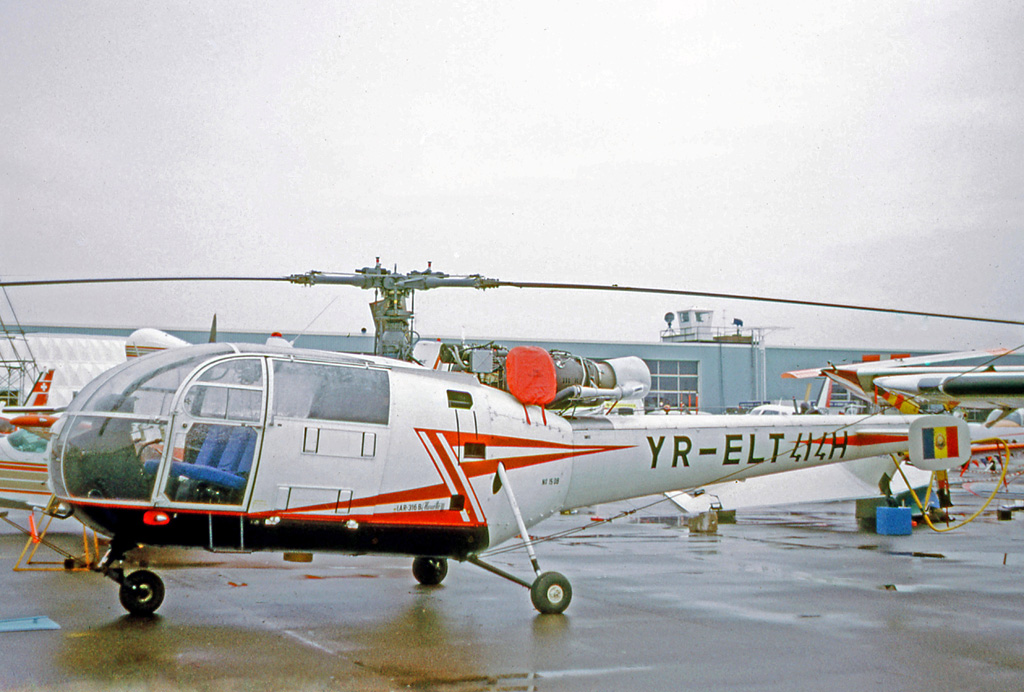
IAR 316B al salone Paris Air Show del 1973

Lo IAR 316 fu modificato per l'adozione di armi prodotte da industrie facenti parte del blocco sovietico, come il razzo da 57 mm , la mitragliatrice calibro 7,62 mm e missili anticarro. Un primo esemplare fu mostrato al Paris Air Show nel giugno 1973.
La produzione terminò nel 1987 dopo la costruzione di 250 unità.

### IAR 317
Fu un tentativo di usare lo IAR 316 come elicottero d'attacco. Equipaggiato con motori Turbomeca Artouste IIIB, lo IAR 317 ebbe due posti per pilota e copilota blindati. Le ali parziali servirono per il trasporto di missili anticarro, mitragliere. Fu chiamato "Airfox". Solo un esemplare fu costruito come prototipo. Fu presentato al Paris Air Show del 1985.

## Impiego operativo
Il modello fu fornito in 125 unità alle Forțele Armate Române, le forze armate della Romania, come equipaggiamento dei reparti della Forțele Aeriene Române (aeronautica militare). Alcuni IAR 316 furono usati in ambiti civili in Romania e altri esportati in varie nazioni, incluso il Pakistan, l'Angola e la Guinea.

## Utilizzatori
Angola
- Força Aérea Nacional Angolana [2]

 Romania
- Forțele Aeriene Române [3]